# Flaujac-Poujols
Flaujac-Poujols là một xã thuộc tỉnh Lot trong vùng Occitanie phía tây nam nước Pháp.